# Daring Club Echternach
Daring Club Echternach is een Luxemburgse voetbalclub uit Echternach.

## Geschiedenis
De geschiedenis van de club gaat op twee voorgangers terug. In 1907 werd Jeunesse Echternach opgericht en speelde in 1909/10 in de hoogste klasse, en werd een jaar later opgeheven. In 1913 werd de club heropgericht als Sport Cercle Echternach. Deze club speelde in 1914/15 in de hoogste klasse. Door het uitbreken van de Eerste Wereldoorlog verdween de club.
In 1921 werd dan Daring Club opgericht. De club speelde in lagere reeksen. Tijdens de Duitse bezetting van Luxemburg speelde de club van 1940 tot 1942, toen de club de activiteiten staakte, als FC Wacker Echternach. Na de oorlog werd de club heropgericht. In 1952 speelde de club voor het eerst in de tweede klasse, waar ze in totaal elf seizoenen speelde, een laatste keer in 2004/05. De laatste jaren was de club voornamelijk actief in de derde en vierde klasse.